# HMS Pretoria Castle (F61)
HMS Pretoria Castle (F61) byla eskortní letadlová loď britského královského námořnictva z doby druhé světové války. Roku 1939 byla dokončena jako zaoceánská loď Pretoria Castle společnosti Union-Castle Line. Po vypuknutí války byla upravena na pomocný křižník a později přestavěna na eskortní letadlovou loď. Ve službě v této roli byla v letech 1943–1945. Sloužila k výcviku a testování. V prosinci 1945 byla vyřazena a v letech 1946–1947 přestavěna na nákladní loď MV Warwick Castle. Roku 1962 byla sešrotována. Byla to největší postavená eskortní letadlová loď.

## Pozadí vzniku

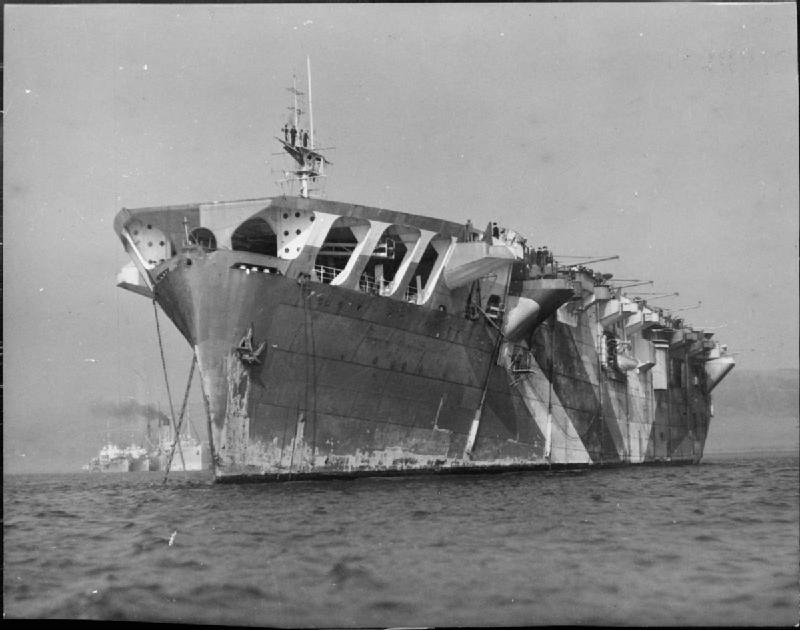
Pretoria Castle

Plavidlo postavila britská loděnice Harland & Wolff v Belfastu. Na vodu bylo spuštěno 12. října 1938 a v roce 1939 dokončeno jako zaoceánská loď. Po vypuknutí války byla zrekvírována a upravena na pomocný křižník. Do služby byla přijata 28. listopadu 1939. V červenci 1942 byla odkoupena královským námořnictvem a loděnicí Swan Hunter ve Wallsendu přestavěna na eskortní letadlovou loď. Do služby vstoupila 29. července 1943.

## Konstrukce

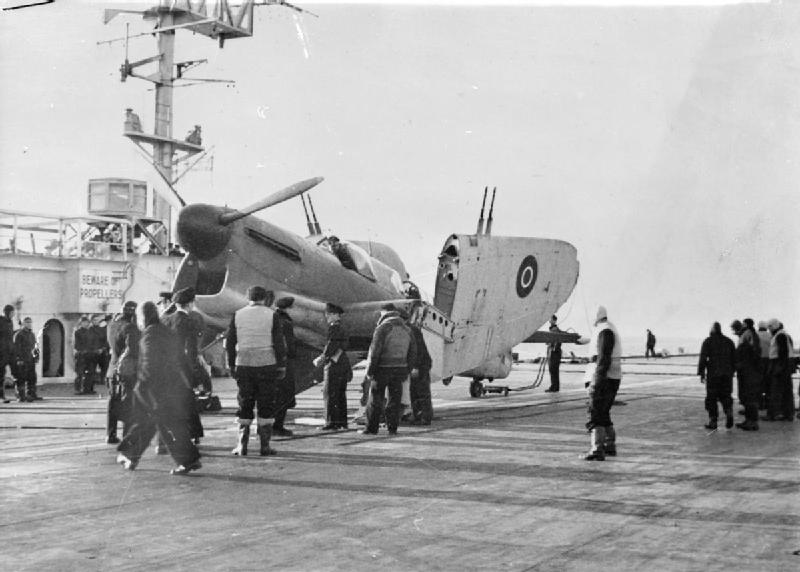
Fairey Firefly na palubě Pretoria Castle

Plavidlo mělo klasické uspořádání s průběžnou palubou a malou nástavbou na prabovoku. Letovou palubu o délce 170 metrů s hangárem spojoval jeden výtah. Letecké křídlo tvořilo až 21 letounů. Startovaly pomocí katapultu C-II. Obrannou výzbroj tvořily čtyři 102mm kanóny a dvacet osm 20mm kanónů. Pohonný systém tvořily dva diesely Burmeister & Wain o výkonu 16 000 hp, pohánějící dva lodní šrouby. Nejvyšší rychlost dosahovala 18 uzlů. Dosah byl 16 000 námořních mil při rychlosti 16 uzlů.